# Departamento Monte Caseros

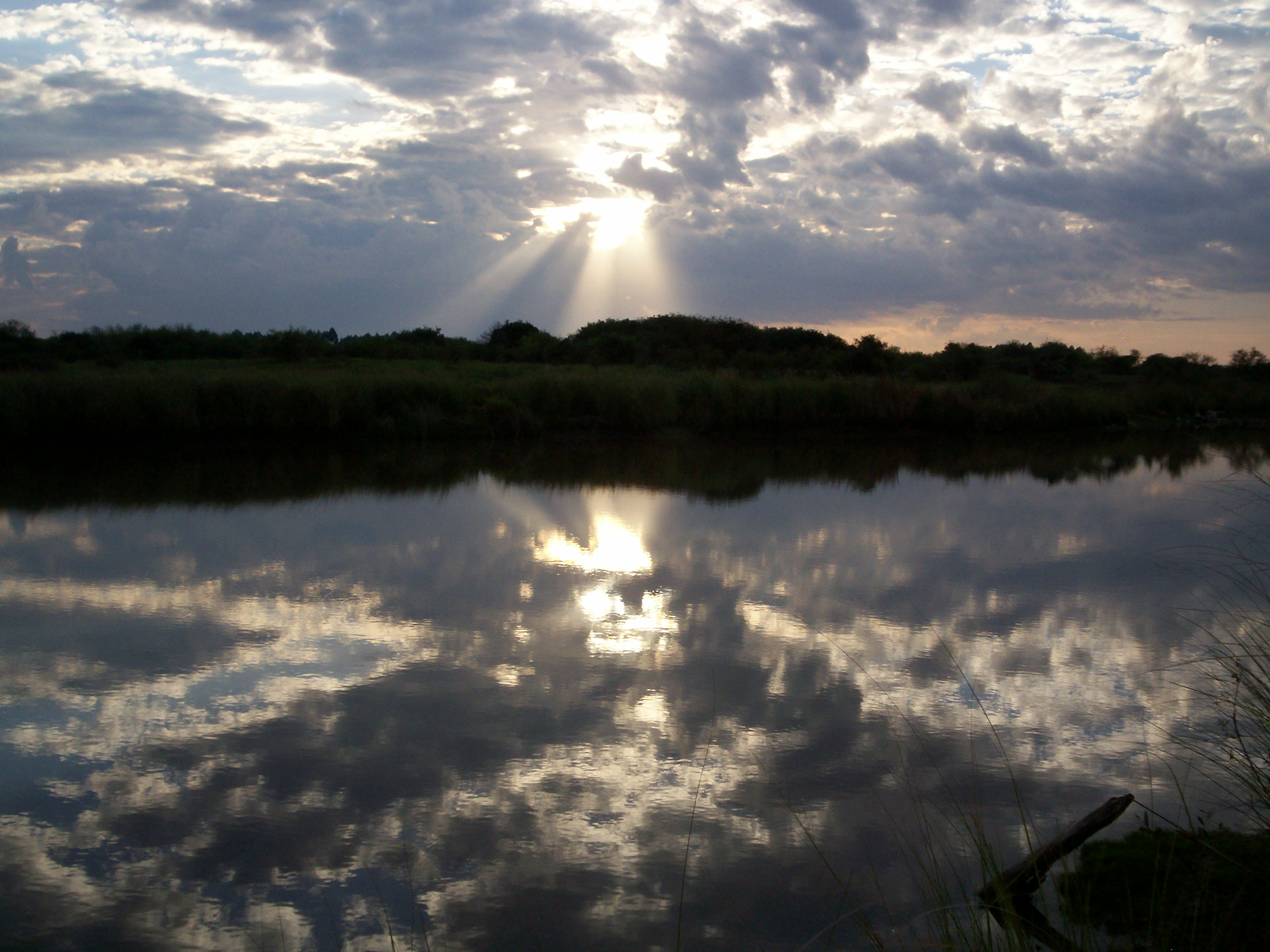
Arroyo Mocoretá, en el límite sur del departamento de Monte Caseros y de la provincia de Corrientes.

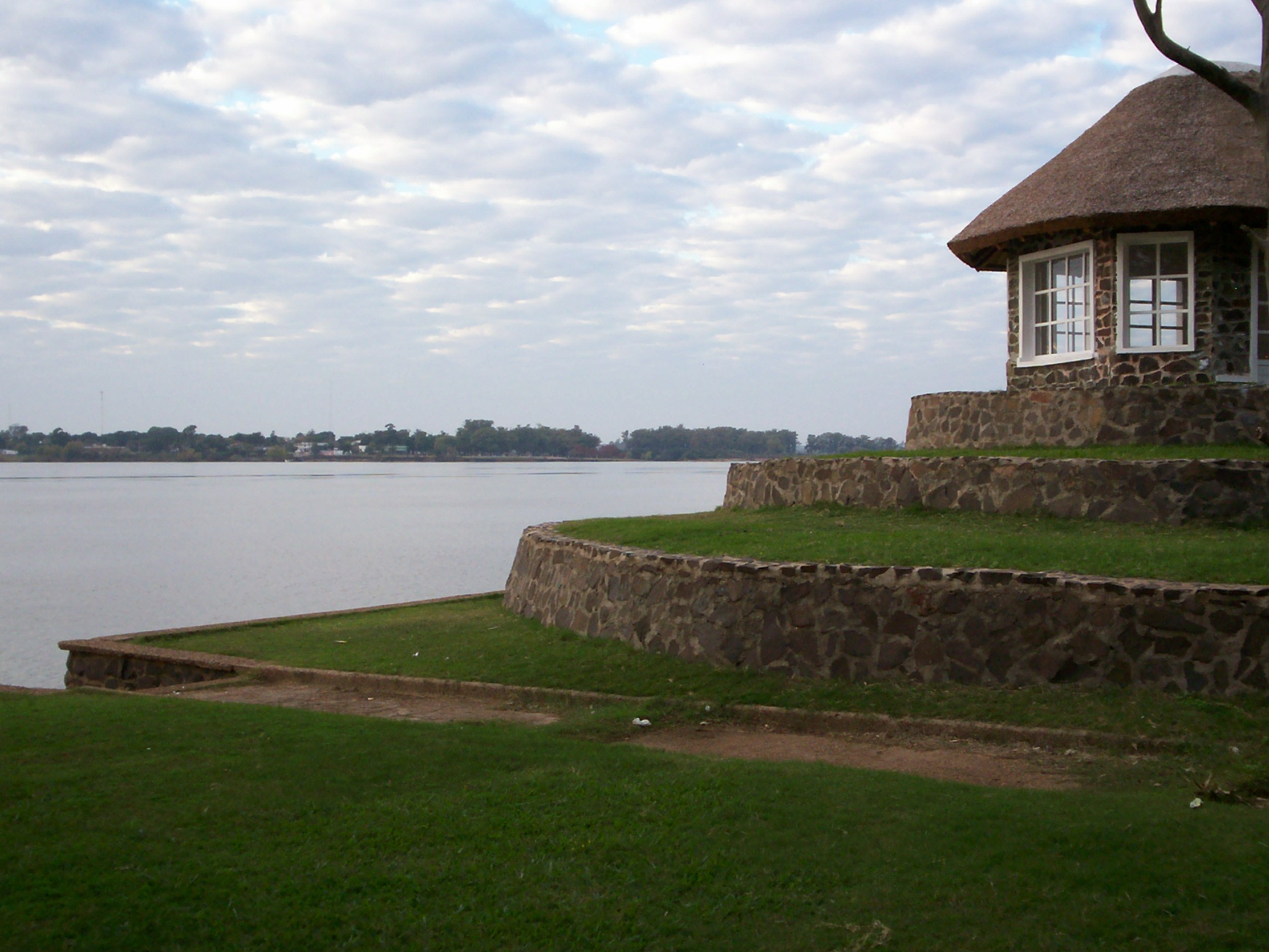
Costanera de Monte Caseros, sobre el río Uruguay y frente a Bella Unión (Uruguay).

Monte Caseros es un departamento de la provincia de Corrientes, en el noreste de Argentina, que ocupa 2704.7 km², en la región sudeste de la provincia.

## Geografía

### Límites
Limita al norte con los departamentos de Paso de los Libres y Curuzú Cuatiá; al oeste con el de Curuzú Cuatiá; al sur con la provincia de Entre Ríos; y al este con la República Oriental del Uruguay y la República Federativa de Brasil, de las cuales está separado por el río Uruguay.
La cabecera del departamento es la homónima Monte Caseros. 

## Historia
El 7 de marzo de 1917 el gobernador Mariano Indalecio Loza aprobó por decreto el Cuadro comparativo de la subdivisión en Departamentos y Secciones de la Provincia de Corrientes; Límites interdepartamentales e interseccionales, que fijó para el departamento Monte Caseros los siguientes límites:

Departamento Monte Caseros - Límites departamentales: Norte: Arroyos Curuzú Cuatiá y Ceibo; Este: Río Miriñay, hasta la desembocadura del río Uruguay, y el mismo río Uruguay hasta la desembocadura del río Mocoretá; Sur: Río Mocoretá; Oeste: Río Mocoretá hasta el Paso Esterito, límite Noroeste de las propiedades de Nicanor Pujol y Catalina M. de Incháuspe, límite Sur de la propiedad de Bartolomé Carlevaro, límite Oeste de la propiedad de Emilio Echazú y límites Sur y Oeste de la propiedad de Alfredo Hunt y arroyo Ceibo.

El cuadro señaló que el departamento estaba dividido en 4 secciones:

El Departamento está dividido en cuatro Secciones, con los siguientes límites:
 1ra. Sección (ejidos del pueblo): Norte: Arroyos Ceibo y Kapivari; Este y Sur: Río Uruguay; Oeste: Río Timboy.
 2da. Sección: Norte: Arroyo Curuzú Cuatiá, desde la desembocadura del arroyo Kapivari hasta la desembocadura del río Miriñay y, después, del Miriñay mismo; Este: Río Miriñay, hasta su desembocadura; Sur: Sección 1ra., arroyo Ceibo y Kapivari; Oeste: Río Timboy, desde la desembocadura del arroyo Ipikay (ejidos de Monte Caseros), hasta el mojón Sur de la propiedad de Bartolomé Carlevaro, siguiendo el límite Este de la misma propiedad y el límite Sur de la propiedad de la sucesión A. Carlevaro, hasta el arroyo Kapivari, que es el límite hasta su desembocadura;
 3ra. Sección: Norte: Arroyos Ceibo y Curuzú Cuatiá, desde la desembocadura del Ceibo hasta la del Kapivari; Este: Sección 2da. (río Timboy, límite Este de la propiedad de Carlevaro y arroyo Kapivari); Sur: Límite Sur de las propiedades de Dupuy e Inchauspe, Videla González, Martín y Ramón Erro; Oeste: Río Mocoretá, hasta el Paso Esterito, límite Norte de las propiedades de Nicanor Pujol y Catalina M. de Inchauspe, límite Sur de la propiedad de Bartolomé Carlevaro, límite Oeste de la propiedad de Emilio Echazú y límites Sur y Oeste de la propiedad de Alfredo Hunt y el arroyo Ceibo;
 4ta. Sección: Norte: 3ra. Sección, límite Norte de la propiedad de José María Giménez, Sebastián Alegre, Juan Pujol Vedoya y C. Borda; Este: 1ra. Sección, ríos Timboy y Uruguay; Sur y Oeste: Río Mocoretá.

El 31 de agosto de 1935 fue publicado el decreto del vicegobernador Pedro Resoagli que determinó los límites de los departamentos:

Departamento Monte Caseros: Tiene los siguientes límites generales: Norte: El arroyo Ceibo, desde sus nacientes, deslinde Norte de la propiedad de Pedro Belhart, siguiendo su cauce, aguas abajo, hasta que cae en el arroyo Curuzú Cuatiá, por el cual sigue, también aguas abajo, hasta su desembocadura en el río Miriñay; Este y Sud: El río Miriñay, desde la boca del arroyo Curuzú Cuatiá, aguas abajo, hasta su desembocadura en el río Uruguay y luego este río, aguas abajo, hasta encontrar el río Mocoretá; Oeste: El río Mocoretá, desde su boca en el Uruguay, aguas arriba, hasta el mojón N. O. de la propiedad de Antonia Echeverría de Escobar; de Paso Esterito en el Mocoretá, la línea sigue el deslinde occidental de las propiedades de Nicanor Pujol, Luis Inchauspe y Antonio Inchauspe de Pérez, hasta las puntas del arroyo Timboy, continuando por el límite Sud-Oeste de las propiedades de Dolores S. F. de Pereyra Machado y Emilio Echazú, Oeste de la de Alfredo Hunt, Aguirre, Luis Vigano y Pedro Belhart hasta las puntas del arroyo Ceibo.

El 26 de agosto de 1952 se le cambió el nombre a Departamento Eva Perón. Volvió a llamarse Monte Caseros luego de la Revolución Libertadora en 1955.

## Población
Cuenta con 45 670 habitantes (Indec, 2022), lo que representa un incremento promedio anual del 2% frente a los 36 338 habitantes (Indec, 2010) del censo anterior.

La mediana de edad se estableció en 30 años.
| Gráfica de evolución demográfica de Departamento Monte Caseros entre 1991 y 2022 |
|                                                                                  |
| Fuente: censos nacionales del INDEC                                              |

## Localidades
La mayor parte de la población se concentra en la ciudad cabecera del departamento y en la ciudad de Mocoretá. El resto es población de carácter rural, dispersa o asentada en pequeñas localidades, alguna de ellas de reciente formación.
| Cabecera (Población 2010)   | Ciudades (Población 2010) | Localidades (Población 2010) |
| --------------------------- | ------------------------- | --- |
| Monte Caseros (23 470 hab.) | Mocoretá (5974 hab.)      | - Colonia Libertad (620 hab.) - Estación Libertad (212 hab.) - Juan Pujol (1349 hab.) - Parada Acuña (159 hab.) - Parada Labougle (492 hab.) |

## Economía
La actividad económica más significativa del departamento es la producción citrihortícola. Monte Caseros posee el 92,1% de la superficie provincial destinada a la producción de mandarinas y el 96,7% del área cultivada de naranjas. Junto con el departamento Bella Vista, concentran la mayor producción de limones.